# Øster Kippinge
Øster Kippinge är en ort på ön Falster i Danmark.   Den ligger i Guldborgsunds kommun och Region Själland, i den sydöstra delen av landet, 100 km sydväst om Köpenhamn. Øster Kippinge ligger 6 meter över havet och antalet invånare är 249.  Närmaste större samhälle är Nykøbing Falster, 15 km söder om Øster Kippinge. Trakten runt Øster Kippinge består till största delen av jordbruksmark.
Kippinge kyrka ligger cirka 1 km utanför tätorten.